# Lucio Papirio Crasso (console 336 a.C.)
Lucio Papirio Crasso (fl. IV secolo a.C.) è stato un politico romano.

## Biografia
Fu nominato dittatore nel 340 a.C. da Tito Manlio Imperioso Torquato, rientrato a Roma malato dopo aver sconfitto i Latini nella battaglia di Trifano, perché conducesse la campagna contro Anzio, che avevano fatto incursioni fino a Ostia, Ardea e Solonio. Lucio Papirio, durante il suo mandato, non riuscì a compiere alcuna azione decisiva contro gli anziati.
Fu eletto console nel 336 a.C. assieme a Cesone Duilio Assieme mossero guerra contro gli Ausoni ed i Sidicini.
Fu eletto console una seconda volta nel 330 a.C. assieme a Lucio Plauzio Venno. A Lucio fu affidata la campagna contro i Privernati, mentre al collega quella contro Fondi, ribellatesi ai romani. I romani ebbero facilmente ragione dei privernati guidati da Marco Vitruvio Vacco, mentre gli abitanti di Fondi, chiesero clemenza ai romani, quando questi si apprestavano a devastarne il territorio.